# Aspero
Pour l’article homonyme, voir Asperö.
Aspero est un site archéologique de la civilisation de Caral dans la vallée du Supe (Pérou), occupé à partir de 2600 av. J.-C. Six vastes plates formes à degrés sont érigées jusqu’à 10 m de hauteur. Des frises de briques crues (adobes) et des niches décorent les structures de maçonnerie. Des dépôts de fondation ont été retrouvés, contenant des objets fait de plumes, de coton, de fil et de roseau, des figurines d’argile, un bol de bois et 135 bâtons de bois sculpté. À Huaca de los Sacrificios, a été découvert la tombe d’un enfant, la tête recouverte de plus de 500 perles.